# Bernard Białkowski
Bernard Białkowski (ur. 5 maja 1917 w Pelplinie, zm. 6 sierpnia 1985 w Gdańsku) – polski bokser, reprezentant kraju.
Naukę boksu rozpoczął w 1936 roku w klubie Sokół Tczew. W tym samym roku przeniósł się do Warty Poznań, zajmując w klubie zwolnione miejsce po Stanisławie Piłacie. Posiadając doskonałe warunki fizyczne, mając 188 cm wzrostu i ważąc 88 kg, prezentował się obiecująco w kategorii ciężkiej. Trzykrotnie w barwach Warty został drużynowym mistrzem Polski w 1937, 1938, 1939 roku. Wystąpił 4 razy w reprezentacji Polski, odnosząc 4 zwycięstwa w latach 1938–1939.
Wybuch wojny spowodował przerwanie obiecującej kariery zawodniczej i przymusową pracę w Rzeszy. Po zakończeniu wojny i powrocie do kraju, wrócił na Pomorze, wznawiając swoją karierę w klubie Gedania. W 1949 roku zdobył z nią drużynowe mistrzostwo Polski, a indywidualnie wywalczył brązowe medale w 1948 i 1949 w kategorii ciężkiej.
Pochowany na Cmentarzu Łostowickim w Gdańsku.